# 849
849 (DCCCXLIX) fue un año común comenzado en martes del calendario juliano, en vigor en aquella fecha.

## Nacimientos
- Alfredo el Grande, rey de Wessex (m. 899)
- Erik Anundsson, rey de Suecia (m. 882)

## Fallecimientos
- Walafrido Strabo, filósofo, teólogo, botánico y poeta carolingio alemán.